# 川部和高森古墳群
33°32′31″N 131°21′39″E / 33.5418631°N 131.3609012°E
川部和高森古墳群（日语：／ Kawabe・takamorikofungun）是位於日本大分縣宇佐市大字川部和高森一帶的一處古墳群，日本國史跡，主要組成部分為赤塚古墳和免平古墳等6座前方後圓墳，其中赤塚古墳出土的銅鏡以及免平古墳的出土文物是日本國重要文化財。
古墳群位於驛館川東岸，宇佐台地一處高約30米的段丘之上，以6座在4世紀前半至6世紀中建成的前方後圓墳為中心，範圍橫跨川部和高森兩個地區。位於高森地區的兩座古墳分別是赤塚古墳和角房古墳，其中赤塚古墳是九州地方歷史最悠久的前方後圓墳之一，而在川部地區則建有出土三角緣神獸鏡的免平古墳、大分縣北部最大規模的福勝寺古墳、墓室形態為橫穴式石室的鶴見古墳，以及車坂古墳。除此以外，在各處古墳的附近也發現了方形周溝墓、建有小型石室的圓墳以及箱式石棺墓等等，總數達120座左右，包括了上述的6座前方後圓墳和3座圓墳，以及無數的石棺。古墳群佔地約20公頃，古墳分佈就如家族墓園一樣，因此入葬者很有可能是以宇佐地方為根據地的宇佐國造的族人，上述6座的前方後圓墳則屬於首長墓。古墳群一帶現在是宇佐風土記之丘公園，而赤塚古墳以南則是大分縣立歷史博物館。1980年3月24日，古墳群獲指定為日本國史跡。

## 古墳

### 赤塚古墳

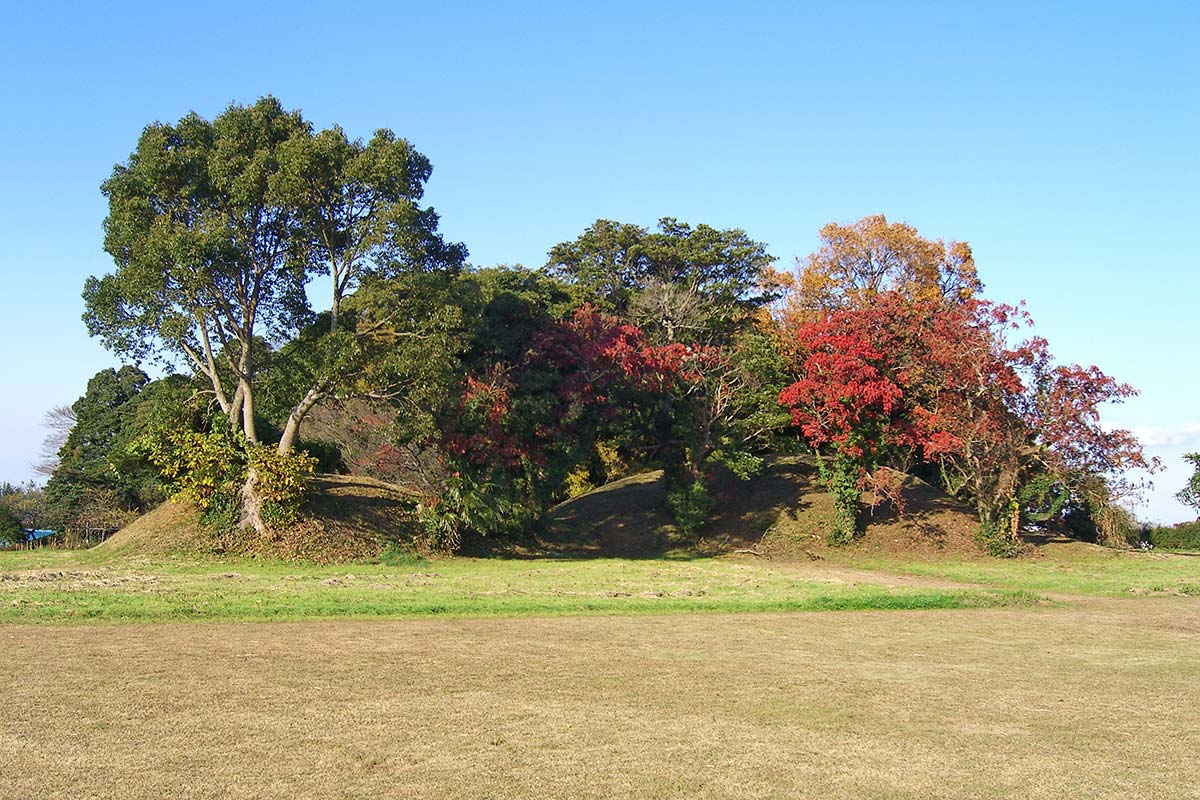
赤塚古墳

位於大字高森字赤塚的赤塚古墳:13，位處古墳群的最北面，朝向南面的前方部分保留了古式古墳的狹小特徵，附近由寬約10米的周壕所包圍。古墳推測建於4世紀前半，為九州地方歷史最悠久的前方後圓墳之一。1921年，古墳被當地居民所發現，內部雖然由於過度開墾而嚴重損毀，但是在後圓部分的箱式石棺中仍然出土了一面天王日月四神四獸鏡、一面唐草紋帶二神二獸鏡、兩面日月天王三神三獸鏡、一面三角緣盤龍鏡、鐵製刀身碎片、鐵斧、土師器和碧玉製管玉，梅原末治在得悉了出土消息後趕往當地了解，並且整理出當時第一份關於此古墳的學術報告，其中他指出石棺內的鏡在出土時呈十字型排列，不排除鏡子是後世有人故意放置在內:4。九州出土三角緣神獸鏡本身已經是非常罕見，而且小林行雄認為赤塚古墳出土神獸鏡與椿井大塚山古墳和石塚山古墳的神獸鏡屬同一類型，可見古墳群所在地在當時可能已經受到了畿內文化的影響。1936年5月6日，赤塚古墳出土的5面鏡獲指定為重要文化財，現藏於京都國立博物館，古墳以西的方形周溝墓則出土了舶載禽文鏡。

### 免平古墳

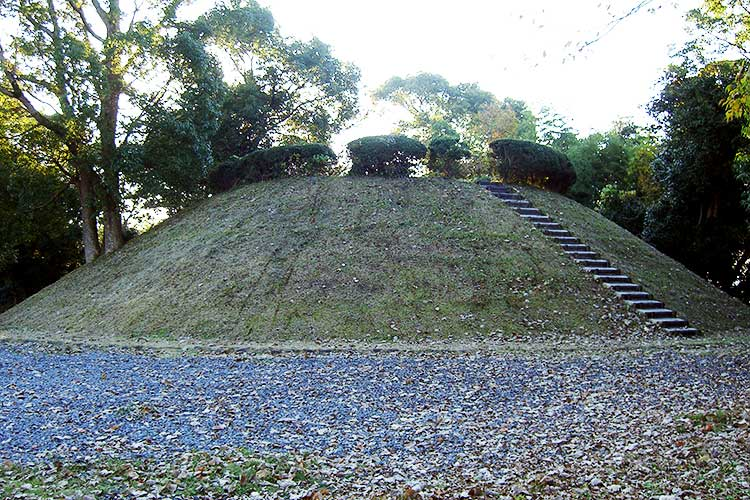
免平古墳

位於大字川部字免平的免平古墳:575，位處古墳群的最南面，雖然現時是直徑約30米的圓墳，但是在1980年的調查中則是全長約50米的前方後圓墳，並且發現了附近有周壕。古墳推測建於4世紀後半，時期上僅次於約一公里以北的赤塚古墳。1972年，大分縣教育委員會與宇佐市教育委員會共同展開了調查，發現古墳內部是，長5米，寬0.9米，高1米的豎穴式石室:575，以東西方向為主軸，側面牆壁是由安山岩的板石堆成，地面則殘留了割竹形木棺的痕跡，下方鋪有累積達40厘米厚的圓型小石塊:316。從石室出土了一面半三角緣神獣鏡、一面仿製三角神獸鏡、三個碧玉製釧、10個翡翠製勾玉、碧玉製管玉、玻璃製勾玉、玻璃製小玉、鐵刀、劍、鐵槍、鐵斧、刨、斧、鎌刀、鋤頭前段部分和刀子等等。其中仿製三角緣三神三獸鏡與紫金山古墳和長光寺山古墳的鏡子屬同一類型，大量的鐵製武器、農耕工具、釧和勾玉等玉類，也顯示了當地與大和王權的關係。1988年的考古調查中則發現了石室以南1.8米處有一箱式石棺，同樣是以安山岩的板石製成，全長1.96米，頭部位置部分寬0.55米，出土了一副30歲至40歲左右的女性骸骨、斜緣二神二獸鏡、石釧、勾玉、管玉和鐵刀子，其中斜緣二神二獸鏡與石室出土的鏡子無論在寸法和紋樣上也很類似，而且由於跟石室的出土文物多有重叠，顯示了石棺的入葬者與石室的入葬者有著緊密的關係。2014年8月21日，免平古墳的出土文物獲指定為重要文化財，現藏於大分縣立歷史博物館。

### 福勝寺古墳
福勝寺古墳位於車坂古墳以南，又名春日山古墳。墳丘全長約78米，如果連同墳丘末端的基座的話則達85米左右。後圓部分直徑是53米，高7.5米，前方部分朝東面，長25米，末端部分最寬位置達20米，高4米，前部分與後圓部分相比較為狹小。墳丘的南面整體雖然被大幅削平，但是兩層墳丘仍然保存完好，並且鋪有葺石。古墳內部情況雖然不明，但是從形態上推測建於古墳時代中期（約5世紀），為古墳群中規模最大的古墳，其東南面建有內部為橫穴式石室的小型圓墳、石棺墓和土坑墓等等。1983年，大分縣立歷史民俗資料館（現大分縣立歷史博物館）在古墳周邊展開了調查，在後圓部分的西北面發現了一處以碎石隔開，長7米寬6米的長方型造出，並且從中出土了5世紀前半以前的壺形土器的碎片。

### 車坂古墳
車坂古墳是一座沿台地斜面建成的前方後圓墳，推測建於古墳時代中期（約5世紀），東北面是角房古墳，南面則是鶴見古墳。墳丘以東西為主軸，前方部分朝向東面。封土雖然損毀嚴重，但是北邊一半部分仍然保存良好。墳丘長約65米，後圓部分直徑為43米左右，高7.5米，前方部分長24米，前端部分寬16米，高4.5米，與後圓部分相比前方部分的結構較為簡單，屬古式古墳的典型特徵。墳丘至少有兩層，鋪有葺石，北面為懸崖，南面則是寬約10米的周壕。古墳在古墳群內規模僅次於福勝寺古墳，其東面則是以小型石室為主體的古墳群。

### 角房古墳
角房古墳位於赤塚古墳以西，車坂古墳的西南面，現在雖然形態上是圓墳，但是據在1978年的調查顯示為前方後圓墳。墳丘現在直徑約25米，推算原本達35米，由寬7米左右的周壕所包圍，內有大量葺石，並且出土了雙重口緣的土師器。古墳包括前方部分的話，全長約60米，鑑於內部曾經被盗墓，出土文物的狀況不明。從墳丘形態來看，推測其建造時期不晚於5世紀。另外，角房古墳與赤塚古墳一樣，在其附近發現大量的方形周溝墓。

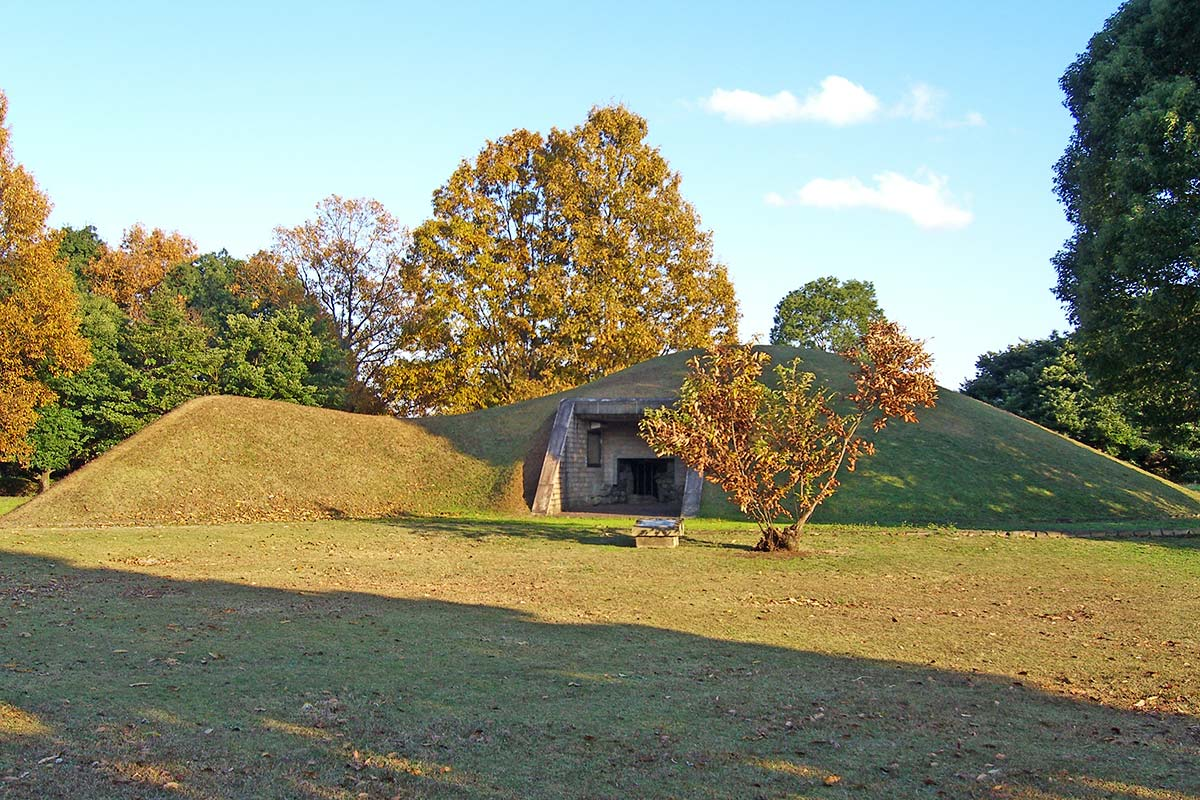
鶴見古墳

### 鶴見古墳
位於大字川部字鶴見的鶴見古墳:386，位處古墳群的東面，是古墳群內唯一一座內部是橫穴式石室的古墳時代後期的前方後圓墳。1972年展開的考古調查中，得知其墳丘全長約30米，後圓部分直徑是20米，前方部分現在損毀嚴重，估算最大寬度達10米，朝向北面。石室由於有內部倒塌的危險，因此未有完全發掘完成，但是仍然可以得知其長2.9米，寬1.9米，高2.4米，圓頂型天井。沒有羨道，與外界之間只有一塊石門作為分隔，羨門外則是由石頭堆砌成的墓道。宇佐市教育委員會和大分縣教育委員會先後在1974年和1985年進行了考古調查，出土了須惠器、土師器、刀子、箭頭、十字金具和帶扣等等，從這些出土文物來推測，估計古墳建於6世紀中，為古墳群中歷史最淺的古墳，也是大分縣內歷史較淺的前方後圓墳之一:386。

## 規模
| 名稱       | 墳長       | 後圓部分         | 前方部分              | 相對高度 |
| ---------- | ---------- | ---------------- | --------------------- | -------- |
| 赤塚古墳   | 墳長57.5米 | 直徑36米 高4.8米 | 寬21米 長22米 高2.5米 | 31米     |
| 免平古墳   | 52.5米     | 直徑30.5米 高4米 | 寬16米 長22米         | 31.5米   |
| 福勝寺古墳 | 78米       | 直徑53米 高7.5米 | 寬20米 長25米 高3.5米 | 31米     |
| 車坂古墳   | 58米       | 直徑36米 高4.5米 | 寬21米 長23米 高3.5米 | 28米     |
| 角房古墳   | 46米       | 直徑30米 高4米   | 寬18米 長16米         | 28米     |
| 鶴見古墳   | 31米       | 直徑21米 高3米   | 寬17米 長10米 高兩米  | 31米     |

## 文化財

### 重要文化財
- 銅鏡 - 京都國立博物館館藏。1936年5月6日指定[11]。
- 大分縣免平古墳出土文物 - 大分縣立歷史博物館館藏。2014年8月21日指定[13]。

### 日本國史跡
- 川部和高森古墳群 - 1980年3月24日指定[4]。

### 註解
1. ↑  《國史大辭典》指是西南面[6]。
2. ↑  大分縣教育委員會主張是3世紀末[7]，《日本古墳大辭典（日语：日本古墳大辞典）》認為是4世紀後半，為宇佐地區歷史最長的古墳[5]:13。
3. ↑  《日本古墳大辭典》指現在的直行是24米，高約4米[5]:575。
4. ↑  《日本古墳大辭典》指入葬者是20歲左右有過產子經驗的女性[5]:575。
5. ↑  大分縣教育委員會主張是82米[7]。
6. ↑  大分縣教育委員會主張是58米[7]。
7. ↑  大分縣教育委員會主張是46米[7]。
8. ↑  大分縣教育委員會主張是4世紀至5世紀[7]。
9. ↑  《日本古墳大辭典》記載玄室（日语：玄室）長3米，盡頭牆壁寬2.2米，高2.7米，有長約兩米的八字型簡陋羨道[5]:386。
10. ↑  文化廳主張是57.5米[20]，《角川日本地名大辭典》記載為51米[8]，《日本歷史地名大系》標示為50米[10]，《國史大辭典》則認為是45米[6]
11. ↑  《古墳辭典》引述小田富士雄（日语：小田富士雄）研究，指出古墳所處位置的高度是30米左右，後圓部分是24米[9]:315。
12. ↑  《日本歷史地名大系》的數據是長65米，後圓部分直徑為43米左右，高7.5米，前方部分長24米[16]。
13. ↑  《日本歷史地名大系》的數據是長60米，後圓部分直徑為35米[17]。
14. ↑  《日本歷史地名大系》的數據是長30米，後圓部分直徑為20米，前方部分寬10米[18]，而《日本古墳大辭典》的數據則是長31米，後圓部分直徑達22米，中間細部寬9米，前方部分寬19米[5]:386。